# Desvío Kilómetro 8
Km 8 es un ex desvío ferroviario que oficiaba de apeadero en el Departamento Deseado, Provincia de Santa Cruz, Argentina, perteneciente al Ferrocarril Patagónico que unía la ciudad de Puerto Deseado con la localidad de Las Heras.
En las cercanías del desvío prevalecen instalaciones castrenses y un barrio militar.

## Toponimia
Su nombre deriva del punto kilométrico de 7.8 kilómetros que la separan de la estación matriz. Esta distancia fue simplificada a 8 para su uso facilitado.

## Infraestructura
En 1958 se indicó que su única función era subir y bajar pasajeros. En tanto, el equipaje que no era bulto de mano, debería ser cargado o descargado, según el caso, por el interesado directamente en el furgón. Para la ejecución de sus tareas ferroviarias se valía de un apartadero y eventuales cargas para las instalaciones militares. Llamativamente, también fue descripto como un simple desvío que salía desde estación Puerto Deseado: "Desvío a la Dirección General Ingenieros del Ejército "Habilitado únicamente para el recibo y despacho de cargas por vagón completo".
Hoy el desvío se halla frente a la entrada al Regimiento de Caballería de Tanques 9 General José Gervasio Artigas.
Forma parte del Ferrocarril Patagónico, como parte del ramal que iba de Puerto Deseado a Las Heras, inaugurado en el año 1914 y que originalmente estaba planeado para terminar en el Nahuel Huapi.

## Funcionamiento
Era un punto crucial para la línea ferroviaria, dado que desde el puerto a Km 8 la carga máxima de máquinas era 250 toneladas. Por consiguiente, se combinaban y fraccionaban los trenes ascendentes en este apeadero. 
El análisis de itinerarios de horarios lo largo del tiempo confirman que no fue de importancia o tuvo incorporación tardía. Sin embargo, era de carácter optativo; deteniéndose siempre las formaciones solo si había cargas o pasajeros interesados en este punto. De este análisis, surge que no fue nombrado en los sucesivos documentos: 1920 1928, 1930, 1934, 1936, 1938 y 1940 .
La primera mención oficial a Km 8 en la sección de precauciones permanentes del itinerario de 1946. En el documentó se observó leyenda: "Cambio desvío media luna a los Cuarteles, Regimiento 25". Esta advertencia se presentaba en el kilómetro 7.564,70 de la vía e imponía e imponía una velocidad a los vehículos ferroviarios de 5 kilómetros por hora. No se informó el largo del desvío.

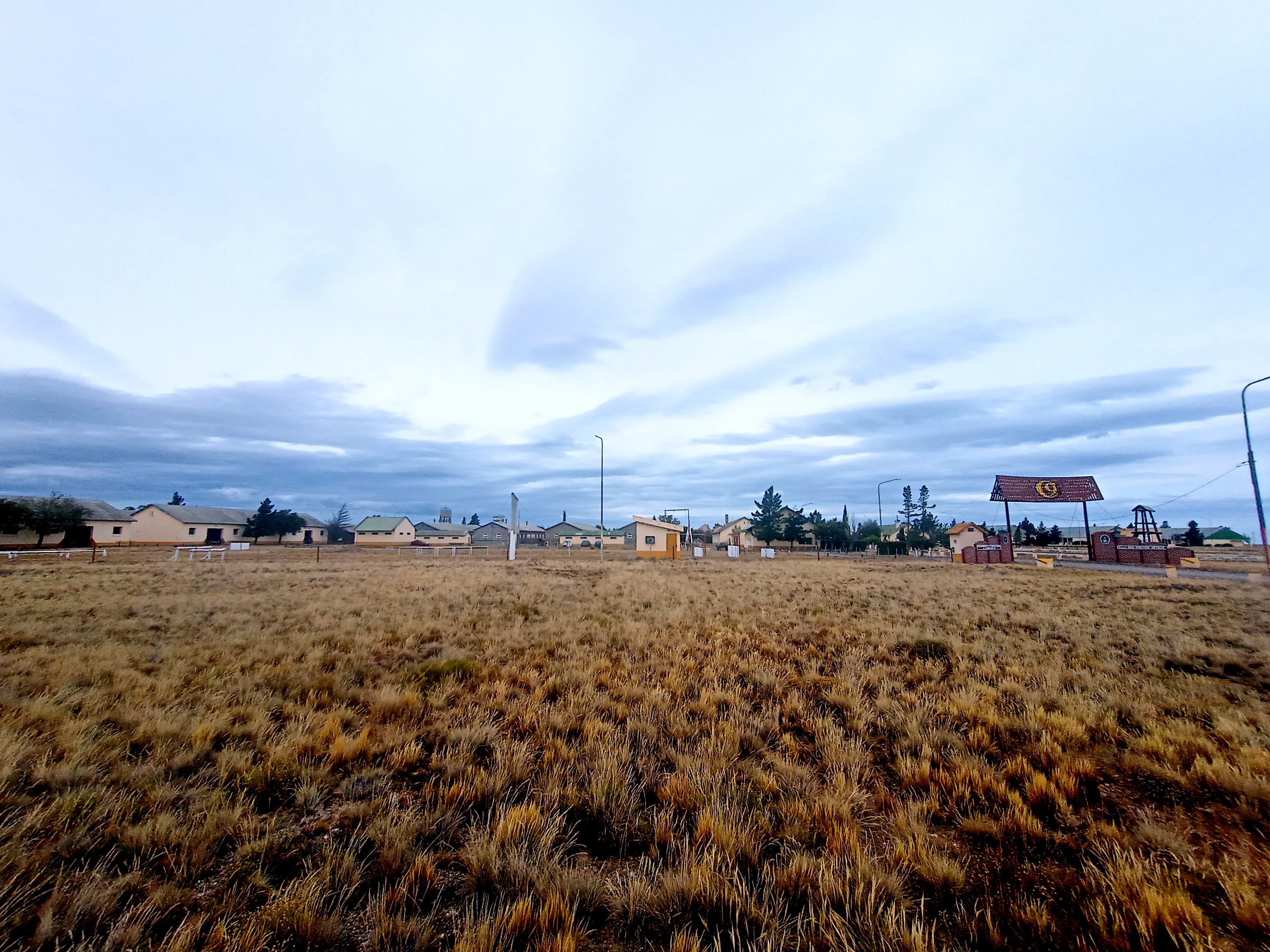
Las instalaciones militares desde las vías.

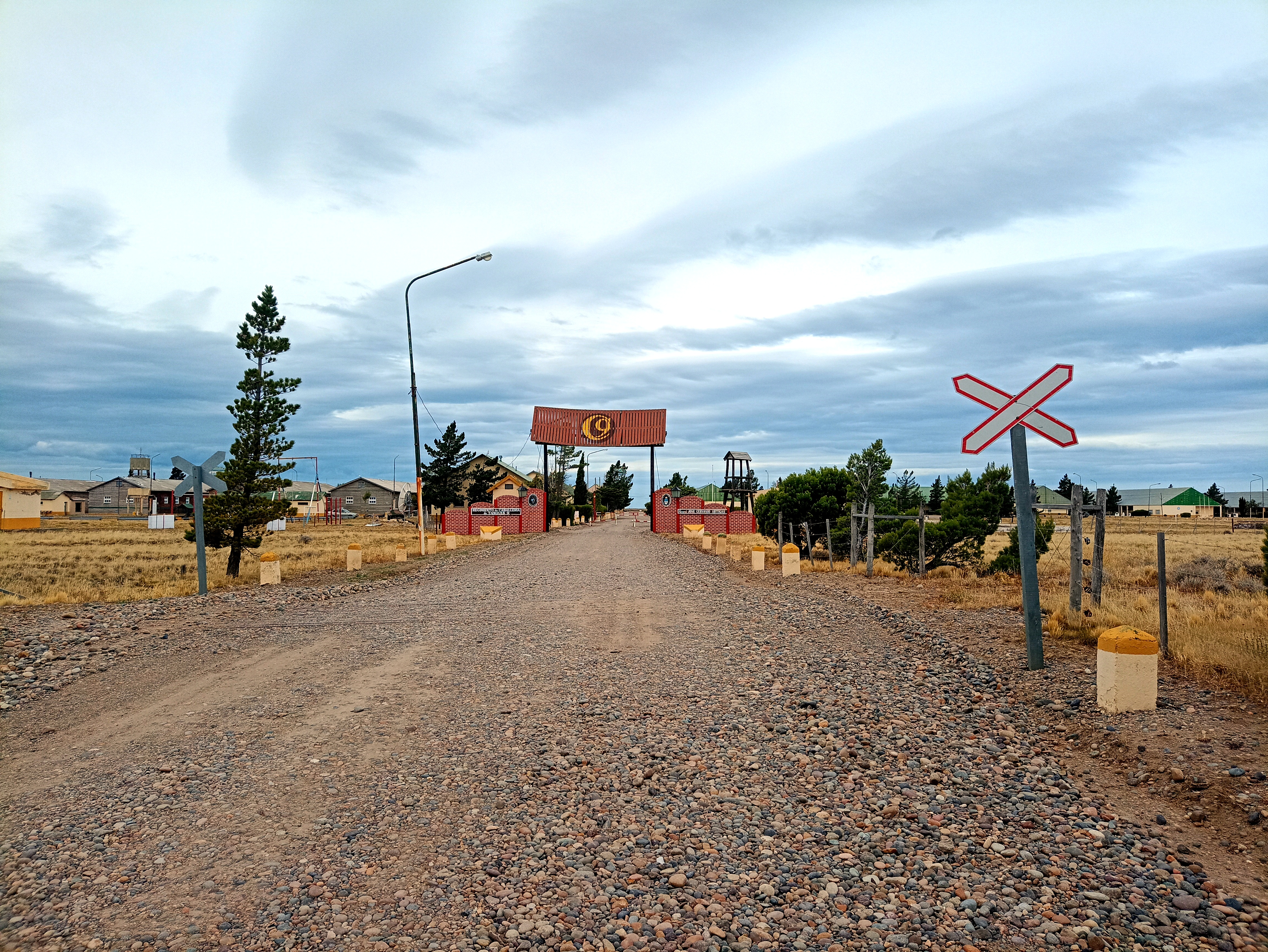
Las vías rumbo al desvío frente al ingreso al regimiento.

El 10 de diciembre de 1948 fue presentado un itinerario que representó el momento de auge del ferrocarril, ya que se mostraron dos servicios de pasajeros y tres de cargas; de las cuales una fue completamente novedosa. En cuanto a los servicios de pasajeros, fueron ejecutados por trenes mixtos los lunes con salida desde estación Deseado a las 8 y las 9 y arribo a las Heras a las 17:45 y 18:00; mientras que los regresos se producían los miércoles desde las 7:30 y 9:00 con arribo a Deseado a las 16:30 y 17:30. En cambio, las cargas tuvieron uso condicional  en todos los casos. Se distinguieron con 3 frecuencias y dos tipos de viajes: la primera frecuencia de cargas salía los viernes desde las 8, pasaba por Km 8 a las 8:20 y arribo a Las Heras a las 18:00 (el viaje más rápido de este tipo) y la vuelta se producía el sábado en iguales términos que la ida. El segundo viaje era mucho más largo al partir martes, viernes y domingo de Deseado a las 12:00 y llegar a Las Heras a las 00:00; mientras que la vuelta se llevaba a cabo los martes, jueves y domingo o deforma optativa los lunes, miércoles y sábado desde las 16:00 con llegada a Deseado a las 4:00 a. m.. La última línea de cargas partía los jueves y sábado a las 14:00 desde Deseado, llegada a Km 8 a las 14:20 y arribaba a Pampa Alta a las 15:35; la vuelta se producía desde la 16:10 con arribo a Deseado a las 17:45. Además, había otro servicios de trenes auxiliares que recogía vagones dejados en los desvíos auxiliares por los otros dos servicios de cargas los martes, viernes y domingo desde Km 15 a 12:35 y arribo a Deseado a las 13:05.  Este servicio de carga fue descripto como auxiliar del servicio de los otros servicios de cargas anteriormente mencionadas, dado que los trenes debían repartir el peso de sus formaciones en Pampa alta y los desvíos previos a Deseado. El desvió y otros más que cumplían función auxiliar de cargas y de parada para pasajeros. Llamativamente, Km 8 fue para obligatoria de todos los servicios de pasajeros y cargas.
El informe de horarios de noviembre de 1955 volvió a mostrar datos de este punto. Sin embargo, se expuso la situación de poca relevancia del apeadero, ya que es expuesta como parada no obligatoria de los servicios ferroviarios. El viaje a este punto desde la estación matriz, con la introducción de los ferrobuses, tomaba 16 minutos. Luego se unía en 20 minutos este punto con Tellier. Por último, en este último informe se lo llama Km 7 (Desvío particular) quizás por error o nuevo nombre.
La ausencia de este punto en la mayoría de los itinerarios se puede deber a su tardía incorporación. El itinerario de 1960 señala a este desvío como un punto a considerar con la leyenda: "Cambio desvío medialuna a los Cuarteles Regimiento 25". Esta advertencia se presentaba en los puntos kilométricos 7.5 y 7.7 de la vía e imponía e imponía una velocidad a los vehículos ferroviarios de 5 kilómetros por hora. Por esta distancia, se infiere que su largo rondaría los 200 metros, valor normal para un desvío en la época.

El desvío, aunque sin ser usado, fue paso de un paseo turístico que le volvió a dar vida a las vías del ferrocarril. Las reparaciones habrían permitido que una dresina pudiera circular por las vías del tramo Deseado - Tellier. El viaje estuvo a cargo de la asociación 20 de Septiembre y en 2013 transportó en sus recorridos al entonces gobernador Daniel Peralta. En 2016 se anunciaba que el museo de la estación abría de 9 a 12 hs y de 16 a 19. Además, por la tarde también se realizaba un paseo en zorra hacia Tellier que tuvo un valor de $50. Los viajes se ejecutaban para los sábados y fueron promocionados por la página municipal. Notoriamente, solo se llegó a solicitar la compra de algún artículo de la asociación ferroviaria para poder pasear en el vehículo ferroviario. El viaje dejó de ser anunciado por la asociación y la municipalidad desde entonces. Esto sugeriría su suspensión.

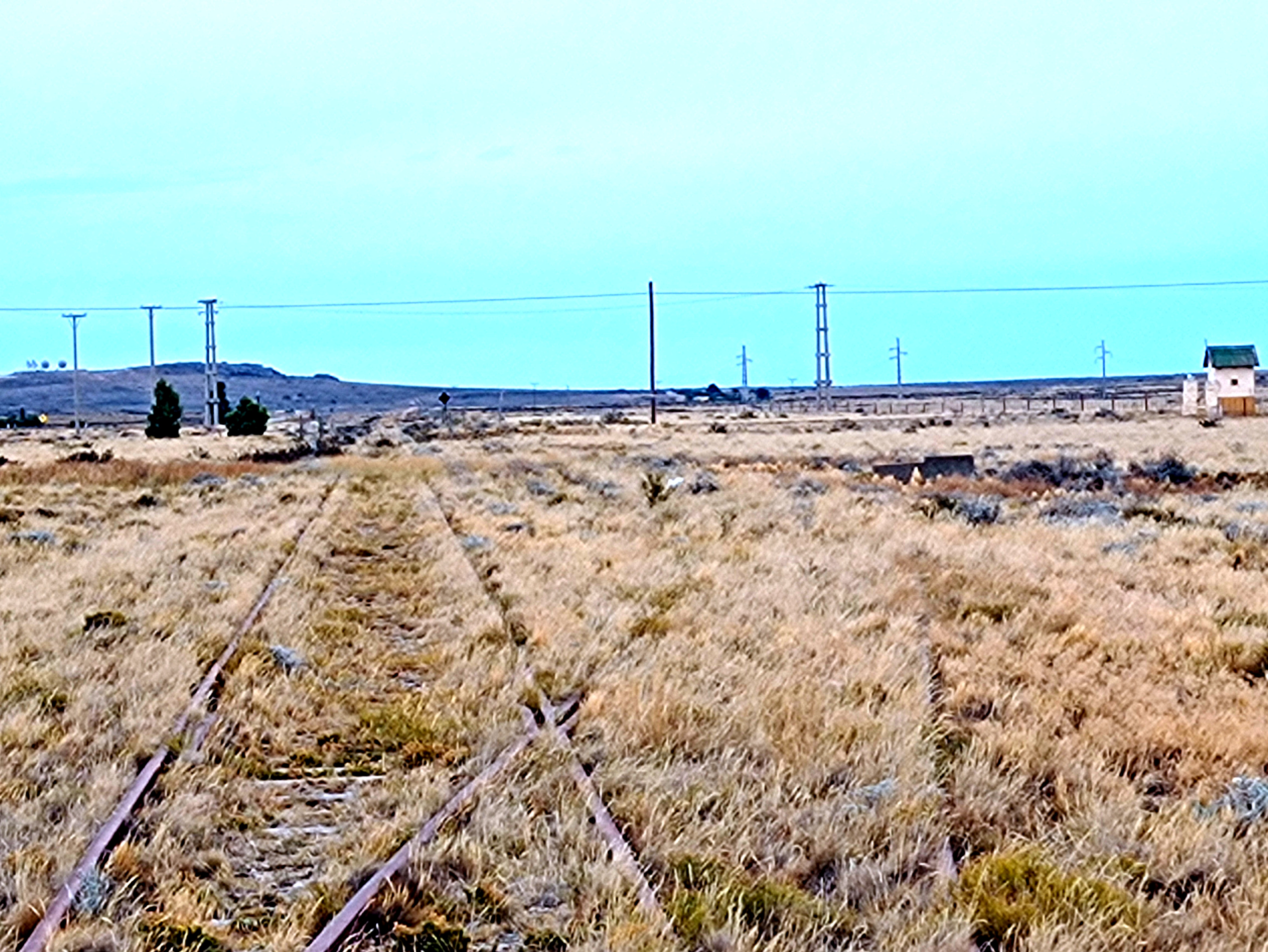
Detalle del largo del desvío con su final.